# Bexfield
Bexfield – wieś w Anglii, w hrabstwie Norfolk. Leży 27 km na północny zachód od Norwich i 161 km na północny wschód od Londynu.